# Voorhofpolder
De Voorhofpolder is een polder en een (voormalig) waterschap in de gemeenten Oegstgeest en Warmond, in de Nederlandse provincie Zuid-Holland.
Het waterschap was verantwoordelijk voor de vervening, drooglegging en later de waterhuishouding in de polder. De polder grenst in het oosten aan de Klinkenbergerpolder en in het westen aan de Morsebelpolder.
De Klinkenbergerplas is gelegen op de Voorhofpolder.